# 서양 교육의 역사
서양 교육사는 고대 그리스로부터 현대까지의 교육 방식과 제도, 교육 내용 및 교육 사상 등의 역사를 다루는, 교육사학의 한 분야이다.
- 서양 고대의 교육
  - 고대 그리스의 교육
  - 고대 로마의 교육
- 서양 중세의 교육
- 서양 근대의 교육
  - 문예부흥기의 교육
  - 종교개혁기의 교육
  - 서양 17세기의 교육
  - 서양 18세기의 교육
  - 서양 19세기의 교육
- 서양 현대의 교육